# Hemisphaerius maculipes
Hemisphaerius maculipes är en insektsart som beskrevs av Melichar 1906. Hemisphaerius maculipes ingår i släktet Hemisphaerius och familjen sköldstritar. Inga underarter finns listade i Catalogue of Life.